# Marco Guazzo
Marco Guazzo (né v. 1480 à Padoue, alors dans la république de Venise et mort en 1556 dans cette même ville) est un poète et historien italien du XVIe siècle.

## Biographie
Né à Padoue vers la fin du XVe siècle, d’une famille originaire de Mantoue, Marco Guazzo embrasse l’état militaire et sert avec distinction dans les guerres d'Italie. La vie agitée des camps ne ralentit pas son ardeur pour la poésie, et il fait paraître, à peu de distance l’un de l'autre, deux poèmes héroï-comiques, médiocres à la vérité, mais qui n’en supposent pas moins une facilité extraordinaire. 
La paix lui ayant permis de quitter le service, il se retire dans sa patrie, où il continue de se livrer à la culture des lettres. Il y meurt en 1556, âgé d'environ 60 ans. >Il est inhumé dans l'église Saint-Daniel de Padoue.

## Œuvres
- Astolfo Borioso, che segue alla Morte di Ruggiero, conformandosi con la profondissima historia del divino Ariosto, Venise, 1525, in-4°. Ce poème est divisé en trente et un chants : c’est, comme on le voit, une des innombrables imitations du chef-d’œuvre de l'Arioste ; mais l’ouvrage de Guazzo ne ressemble à son modèle que par les défauts. Il le refondit dans la suite et en publia une nouvelle édition, Venise, 1552, 1549, in-4°.
- Belisardo fratello del conte Orlando, Venise, 1525, in-4° : encore un poème épique ; celui-ci a vingt-neuf chants, et l’auteur en promettait une suite, mais elle n’a point paru.
- Une comédie intitulée Errore d’amore, Venise, 1526, et une tragédie, La discordia d’amore, ibid., 1528, in-8° ;
- Historia di tutte le cose degne di memoria dall’anno 1524 sino all’1540, ibid., 1540, in-4° ; continuée jusqu’à l’année 1544, ibid., 1548, 1549, 1552, in-8° ;
- Historia delle guerre di Maometto imp. de Turchi con la signoria di Venetia, ibid., 1545, in-8° ;
- Historie ove si contingono la venuta e partita d’Italia di Carlo VIII re di Franza, e come il acquistò e lasciò il regno di Napoli, ibid., 1547 , in-12 ;
- Cronica ne la quale contiensi ordinamente l’essere de gli huomini illustri e i fatti degni occorsi dal principio del mondo sino a questi tempi, ibid., 1555, in-fol. On lui attribue encore une satire intitulée Miracolo d’amore, et il a fait une conclusion assez maladroite au poème de Lancelot par Nicolò degli Agostini.